# EuroCoupe de basket-ball 2005-2006
Pour les articles homonymes, voir EuroCup.
Navigation
Édition précédente Édition suivante
L’EuroCoupe de basket-ball 2005-2006 (ou FIBA EuroCup 2005-06) est la 3e édition de la troisième compétition européenne de clubs de basket-ball, appelée aujourd'hui EuroChallenge. Elle ne doit pas être méprise avec l'EuroCoupe ULEB (anciennement Coupe ULEB) issue de la fusion des anciennes coupes Saporta et Korać.

## Déroulement
La compétition est ouverte à trente deux équipes, issues de vingt pays. La compétition se dispute en quatre étapes.
1re phase
Les 32 équipes sont réparties en huit groupes de quatre et au sein de chaque poule se rencontrent au cours de matchs aller et retour. Les deux meilleures équipes au classement de chaque groupe accèdent à la seconde phase.
2e phase
Les seize équipes qualifiées à l'issue de la 1re phase sont réparties en quatre groupes de quatre équipes chacune et suivent le même système de poules que la 1re phase. Les deux premiers de chaque groupe se qualifient pour les quarts de finale
Quarts de finale
Les huit équipes issues de la 2e phase se rencontrent dans des séries de matchs à élimination directe au meilleur de trois matchs avec le 1er d'une poule de la 2e phase rencontrant le second d'une autre poule. Le 1er ayant l'avantage du terrain en cas de 3e match d'appui.
Final Four
Les vainqueurs des quarts avancent au Final Four. Les demi-finales, la finale et le match pour la 3e place se jouent sur un match sec au Palais des Sports à Kiev.

## Équipes participantes
| Pays               | Nombre d'équipes | Équipes                | Équipes                 | Équipes                  | Équipes          |
| ------------------ | ---------------- | ---------------------- | ----------------------- | ------------------------ | ---------------- |
| Russie             | 4                | Lokomotiv Rostov       | Dynamo région de Moscou | Dynamo Saint-Pétersbourg | BC Khimki Moscou |
| France             | 3                | Cholet Basket          | BCM Gravelines          | SLUC Nancy               |                  |
| Israël             | 3                | Ironi Nahariya         | Hapoël Tel-Aviv         | Hapoël Galil Elyon       |                  |
| Ukraine            | 2                | Azovmach Marioupol     | BK Kiev                 |                          |                  |
| Grèce              | 2                | PAOK Salonique         | Maroussi Athènes        |                          |                  |
| Espagne            | 2                | CB Gran Canaria        | Joventut Badalona       |                          |                  |
| Belgique           | 2                | Basket Leuven          | Dexia Mons-Hainaut      |                          |                  |
| Allemagne          | 2                | RheinEnergy Cologne    | Telekom Baskets Bonn    |                          |                  |
| Turquie            | 1                | Fenerbahçe Ülkerspor   |                         |                          |                  |
| Autriche           | 1                | Allianz Swans Gmunden  |                         |                          |                  |
| Lettonie           | 1                | Barons LMT             |                         |                          |                  |
| Chypre             | 1                | Proteas EKA AEL        |                         |                          |                  |
| Roumanie           | 1                | CSU Asesoft Ploieşti   |                         |                          |                  |
| Pologne            | 1                | WKS Śląsk Wrocław      |                         |                          |                  |
| Croatie            | 1                | KK Zadar               |                         |                          |                  |
| Italie             | 1                | Pallacanestro Cantù    |                         |                          |                  |
| République tchèque | 1                | CEZ Nymburk            |                         |                          |                  |
| Pays-Bas           | 1                | MPC Capitals Groningue |                         |                          |                  |
| Lituanie           | 1                | KK Šiauliai            |                         |                          |                  |
| Estonie            | 1                | BC Kalev               |                         |                          |                  |

## Compétition

### Première phase
|    | Équipe                   | J | G | P | Pp  | Pc  | Diff |
| -- | ------------------------ | - | - | - | --- | --- | ---- |
| 1. | Dynamo Saint-Pétersbourg | 6 | 6 | 0 | 466 | 392 | +74  |
| 2. | Azovmach Marioupol       | 6 | 3 | 3 | 480 | 450 | +30  |
| 3. | Cholet Basket            | 6 | 2 | 4 | 411 | 469 | -58  |
| 4. | CSU Asesoft Ploieşti     | 6 | 1 | 5 | 399 | 445 | -46  |

|    | Équipe              | J | G | P | Pp  | Pc  | Diff |
| -- | ------------------- | - | - | - | --- | --- | ---- |
| 1. | RheinEnergy Cologne | 6 | 4 | 2 | 439 | 402 | +37  |
| 2. | KK Zadar            | 6 | 3 | 3 | 430 | 428 | +2   |
| 3. | CB Gran Canaria     | 6 | 3 | 3 | 460 | 449 | +11  |
| 4. | Basket Leuven       | 6 | 2 | 4 | 427 | 477 | -50  |

|    | Équipe              | J | G | P | Pp  | Pc  | Diff |
| -- | ------------------- | - | - | - | --- | --- | ---- |
| 1. | Dexia Mons-Hainaut  | 6 | 4 | 2 | 512 | 502 | +10  |
| 2. | Pallacanestro Cantù | 6 | 3 | 3 | 480 | 452 | +28  |
| 3. | KK Šiauliai         | 6 | 3 | 3 | 470 | 511 | -41  |
| 4. | SLUC Nancy          | 6 | 2 | 4 | 512 | 509 | +3   |

|    | Équipe                | J | G | P | Pp  | Pc  | Diff |
| -- | --------------------- | - | - | - | --- | --- | ---- |
| 1. | BC Khimki Moscou      | 6 | 5 | 1 | 548 | 491 | +57  |
| 2. | CEZ Nymburk           | 6 | 4 | 2 | 504 | 501 | +3   |
| 3. | Ironi Nahariya        | 6 | 3 | 3 | 491 | 482 | +9   |
| 4. | Allianz Swans Gmunden | 6 | 0 | 6 | 451 | 520 | -69  |

|    | Équipe               | J | G | P | Pp  | Pc  | Diff |
| -- | -------------------- | - | - | - | --- | --- | ---- |
| 1. | Fenerbahçe Ülkerspor | 6 | 5 | 1 | 528 | 478 | +50  |
| 2. | Proteas EKA AEL      | 6 | 5 | 1 | 460 | 422 | +38  |
| 3. | BC Kalev             | 6 | 1 | 5 | 450 | 460 | -10  |
| 4. | PAOK Salonique       | 6 | 1 | 5 | 466 | 544 | -78  |

|    | Équipe                 | J | G | P | Pp  | Pc  | Diff |
| -- | ---------------------- | - | - | - | --- | --- | ---- |
| 1. | Maroussi Athènes       | 6 | 4 | 2 | 439 | 397 | +42  |
| 2. | WKS Śląsk Wrocław      | 6 | 4 | 2 | 440 | 443 | -3   |
| 3. | MPC Capitals Groningue | 6 | 2 | 4 | 408 | 429 | -21  |
| 4. | Hapoël Tel-Aviv        | 6 | 2 | 4 | 408 | 426 | -18  |

|    | Équipe               | J | G | P | Pp  | Pc  | Diff |
| -- | -------------------- | - | - | - | --- | --- | ---- |
| 1. | Lokomotiv Rostov     | 6 | 5 | 1 | 470 | 443 | +27  |
| 2. | BK Kiev              | 6 | 5 | 1 | 476 | 409 | +67  |
| 3. | Barons LMT           | 6 | 1 | 5 | 455 | 489 | -34  |
| 4. | Telekom Baskets Bonn | 6 | 1 | 5 | 404 | 464 | -60  |

|    | Équipe                  | J | G | P | Pp  | Pc  | Diff |
| -- | ----------------------- | - | - | - | --- | --- | ---- |
| 1. | Joventut Badalona       | 6 | 5 | 1 | 521 | 474 | +47  |
| 2. | Dynamo région de Moscou | 6 | 4 | 2 | 561 | 508 | +53  |
| 3. | Hapoël Galil Elyon      | 6 | 2 | 4 | 529 | 556 | -27  |
| 4. | BCM Gravelines          | 6 | 1 | 5 | 436 | 509 | -73  |

### Deuxième phase
|    | Équipe                   | J | G | P | Pp  | Pc  | Diff |
| -- | ------------------------ | - | - | - | --- | --- | ---- |
| 1. | BK Kiev                  | 6 | 4 | 2 | 490 | 454 | +36  |
| 2. | Dynamo Saint-Pétersbourg | 6 | 3 | 3 | 439 | 438 | +1   |
| 3. | Fenerbahçe Ülkerspor     | 6 | 3 | 3 | 474 | 483 | -9   |
| 4. | CEZ Nymburk              | 6 | 2 | 4 | 477 | 505 | -28  |

|    | Équipe                  | J | G | P | Pp  | Pc  | Diff |
| -- | ----------------------- | - | - | - | --- | --- | ---- |
| 1. | Maroussi Athènes        | 6 | 5 | 1 | 393 | 387 | +6   |
| 2. | RheinEnergy Cologne     | 6 | 4 | 2 | 458 | 426 | +32  |
| 3. | Pallacanestro Cantu     | 6 | 2 | 4 | 457 | 475 | -18  |
| 4. | Dynamo région de Moscou | 6 | 1 | 5 | 447 | 467 | -20  |

|    | Équipe             | J | G | P | Pp  | Pc  | Diff |
| -- | ------------------ | - | - | - | --- | --- | ---- |
| 1. | Lokomotiv Rostov   | 6 | 4 | 2 | 462 | 431 | +31  |
| 2. | Dexia Mons-Hainaut | 6 | 4 | 2 | 483 | 456 | +27  |
| 3. | KK Zadar           | 6 | 2 | 4 | 487 | 464 | +23  |
| 4. | WKS Śląsk Wrocław  | 6 | 2 | 4 | 411 | 492 | -81  |

|    | Équipe             | J | G | P | Pp  | Pc  | Diff |
| -- | ------------------ | - | - | - | --- | --- | ---- |
| 1. | BC Khimki Moscou   | 6 | 4 | 2 | 487 | 447 | +40  |
| 2. | Joventut Badalona  | 6 | 4 | 2 | 527 | 483 | +44  |
| 3. | Azovmach Marioupol | 6 | 4 | 2 | 452 | 443 | +9   |
| 4. | Proteas EKA AEL    | 6 | 0 | 6 | 486 | 579 | -93  |

### Quarts de finale
| Équipe 1         | Cumul | Équipe 2                 | match aller | match retour | match d'appui |
| ---------------- | ----- | ------------------------ | ----------- | ------------ | ------------- |
| BK Kiev          | 2 - 1 | RheinEnergy Cologne      | 87 - 85     | 62 - 69      | 71 - 64       |
| Lokomotiv Rostov | 0 - 2 | Joventut Badalona        | 54 - 88     | 57 - 86      | -             |
| BC Khimki Moscou | 2 - 1 | Dexia Mons-Hainaut       | 91 - 75     | 73 - 79      | 94 - 78       |
| Maroussi Athènes | 0 - 2 | Dynamo Saint-Pétersbourg | 53 - 64     | 59 - 71      | -             |

### Final Four
Le Final Four se passe à Kiev, au Palais des Sports. Les vainqueurs des quarts de finale y participent.
|  | Demi-finales        | Demi-finales      |                  |    | Finale           | Finale           |
|  | Demi-finales        | Demi-finales      |                  |    | Finale           | Finale           |
|  |                     |                   |                  |    |                  |                  |
|  | 7 avril, 18 h 00    | 7 avril, 18 h 00  |                  |    | 9 avril, 18 h 45 | 9 avril, 18 h 45 |
|  | 7 avril, 18 h 00    | 7 avril, 18 h 00  |                  |    | 9 avril, 18 h 45 | 9 avril, 18 h 45 |
|  | BC Khimki Moscou    | 63                |                  |    | 9 avril, 18 h 45 | 9 avril, 18 h 45 |
|  | BC Khimki Moscou    | 63                |                  |    | 9 avril, 18 h 45 | 9 avril, 18 h 45 |
|  | Dyn. St-Pétersbourg | 61                |                  |    | 9 avril, 18 h 45 | 9 avril, 18 h 45 |
|  | Dyn. St-Pétersbourg | 61                | BC Khimki Moscou | 63 |                  |                  |
|  | 7 avril, 20 h 45    |                   | BC Khimki Moscou | 63 |                  |                  |
|  |                     | Joventut Badalona | 88               |    |                  |                  |
|  | BK Kiev             | Joventut Badalona | 88               | 78 |                  |                  |
|  | BK Kiev             |                   |                  | 78 |                  |                  |
|  | Joventut Badalona   | 88                |                  |    |                  |                  |
|  | Joventut Badalona   | 88                | 3e place         |    |                  |                  |
|  |                     |                   |                  |    |                  |                  |
|  | 9 avril, 16 h 00    |                   |                  |    |                  |                  |
|  |                     |                   |                  |    |                  |                  |
|  | Dyn. St-Pétersbourg | 81                |                  |    |                  |                  |
|  | Dyn. St-Pétersbourg | 81                |                  |    |                  |                  |
|  | BK Kiev             | 83                |                  |    |                  |                  |
|  | BK Kiev             | 83                |                  |    |                  |                  |

## Leaders de la compétition

### Points
| #  | Joueur         | Équipe             | Matchs joués | Points marqués | PPM   |
| -- | -------------- | ------------------ | ------------ | -------------- | ----- |
| 1. | Khalid El-Amin | Azovmach Marioupol | 12           | 237            | 19,75 |

### Rebonds
| #  | Joueur        | Équipe           | Matchs joués | Rebonds | RPM   |
| -- | ------------- | ---------------- | ------------ | ------- | ----- |
| 1. | Jaime Lloreda | Lokomotiv Rostov | 13           | 150     | 11,54 |

### Passes
| #  | Joueur            | Équipe      | Matchs joués | Passes | PaPM |
| -- | ----------------- | ----------- | ------------ | ------ | ---- |
| 1. | Maurice Whitfield | CEZ Nymburk | 12           | 70     | 5,83 |